# Żyły międzyzrazikowe wątroby
Żyły międzyzrazikowe (łac. venae interlobulares) – drobne naczynia krwionośne zaopatrujące w krew zraziki wątroby.
Wątroba człowieka zaopatrywana jest w krew z dwóch różnych źródeł: z tętnicy wątrobowej właściwej oraz z żyły wrotnej. Każdy zrazik otrzymuje krew z obu tych naczyń. Żyła wrotna, osiągając miąższ wątroby, wstępuje weń, by następnie podzielić się obficie na liczne niewielkie naczynia krwionośne. Te właśnie naczynia określa się żyłami międzyzrazikowymi. Rozgałęziając się na drobne gałązki, przebiegają wzdłuż krawędzi bocznych zrazików. W końcu wstępują w rzeczone zraziki. Następnie ich charakter zmienia się na specjalny rodzaj naczyń włosowatych, na naczynia włosowate typu zatokowego. Zatoki te zmierzają od obwodowej części zraziki wątroby ku jego centrum, gdzie znajduje się żyła śródzrazikowa, zwana również żyłą środkową. W obrębie zrazika kapilary pochodzące od tętnic międzyzrazikowych łączą się tutaj w jedną sieć o okach wydłużonych w kierunku dośrodkowym z naczyniami włosowatymi odchodzącymi z żył międzyzrazikowych będących odgałęzieniami układu wrotnego.